# Dmitri Anatoljewitsch Kusnezow
Dmitri Anatoljewitsch Kusnezow (russisch Дми́трий Анато́льевич Кузнецов, engl. Transkription Kuznetsov oder Kouznetsov; * 1955) ist ein russischer Biologe und Biochemiker. Von 1989 bis 2000 war er als Kreationist und anschließend als Sindonologe öffentlich tätig. Ihm wurden zwischen 1994 und 2002 mehrfach Fälschungen von Forschungsergebnissen und frei erfundene Belege in seinen wissenschaftlichen Veröffentlichungen nachgewiesen. Auch die Darstellungen seiner eigenen wissenschaftlichen Tätigkeiten und Aktivitäten erwiesen sich als manipuliert.

## Studium und Tätigkeit bis 1989
Laut Eigendarstellung studierte Kusnezow zunächst Medizin an der „Moskauer Medizinischen Akademie I. M. Setschenow“ (ММА) (russisch Медицинская академия им. И. М. Сеченова), an der er 1978 einen Doktortitel der Medizin erwarb. 1981 folgte ein wissenschaftliches Forschungsdoktorat (Ph.D.) an der Moskauer Lomonossow-Universität sowie 1989 der Erwerb des Titels „Doktor der Wissenschaften“ in Molekularbiologie am „Institut für Ernährungsforschung“ (НИИ питания РАМН) der sowjetischen „Akademie der Medizinischen Wissenschaften“. Die von Kusnezow erworbenen sowjetischen Doktorgrade waren nach russischer Terminologie der eines „Kandidaten der Wissenschaften“ (Aspirantur) und der eines „Doktors der Wissenschaften“. In Deutschland wird der wissenschaftliche Grad „Kandidat Nauk“ dem deutschen Doktorgrad gleichgesetzt, der wissenschaftliche Grad „Doktor Nauk“ entspricht der deutschen Habilitation.
1983 erhielt Kusnezow den Preis des Leninschen Komsomol (премия Ленинского комсомола), der jährlich an zwei Nachwuchswissenschaftler vergeben wurde. Später wurde diese Auszeichnung in Presseveröffentlichungen mitunter verkürzt als „Leninpreis“, die renommierteste wissenschaftliche Auszeichnung der UdSSR, wiedergegeben. 1986 wurde er laut eigener Vita vom Ministerrat der UdSSR für seine biochemische Arbeit ausgezeichnet. Ein valider Beleg für diesen Preis ist bislang nicht auffindbar. Ende der 1980er-Jahre war er Beiratsmitglied des „International Journal of Neuroscience“ sowie nach eigenen Angaben Mitglied des Redaktionsausschusses zweier Fachzeitschriften namens „Journal of Applied Biochemistry and Biophysics“ und „Ecology Research“. Die beiden letztgenannten Zeitschriften erwiesen sich später als nicht existent.
1979 begann Kusnezow mit wissenschaftlichen Veröffentlichungen. Seine Aufsätze weisen ihn bis 1989 als Mitarbeiter des „Labors für Toxikologie“ der Moskauer „Städtischen Anstalt für Hygiene und Epidemiologie“ aus.

## Kreationistische Forschungen

Die Entstehung der Arten laut der Junge-Erde-Theorie

Nach eigener Aussage kam Kusnezow 1983 durch ein Buch von Henry M. Morris erstmals in Berührung mit dem Kreationismus und wurde Verfechter der Junge-Erde-Theorie, die von Morris und der Creation Research Society vertretenen wird. Diese Organisation wird allgemein als nichtwissenschaftliche Missionsorganisation betrachtet, deren „Forschungen“ von den etablierten Wissenschaften in der Regel als wissenschaftlich unseriös eingeordnet werden. Zwei Jahre später wurde er Anhänger einer in der Sowjetunion missionierenden amerikanischen baptistischen Täuferbewegung.
1989 veröffentlichte Kusnezow in einer seriösen Fachzeitschrift einen Artikel über In-vitro-Studien an Wühlmäusen, in dem er molekulare Forschungsdaten dazu benutzte, um gegen die Evolutionstheorie zu argumentieren. Der Aufsatz behandelte die Wechselwirkungen zwischen Boten-RNA (mRNA) und Zytoplasma. Kusnezow hatte laut diesem Aufsatz mRNA von drei Wühlmausarten isoliert, um damit Protein zu erzeugen (Proteinbiosynthese). Überraschend war das Ergebnis, dass jede Wühlmausart über ein Ribonukleotid verfügte, welches die Produktion des Proteins der anderen Arten blockierte, nicht aber die der eigenen mRNA. Bei weiter entfernten Spezies wie Kaninchen sowie dem Menschen trat dieser Blockierungseffekt nicht ein. Kusnezow zog daraus den Schluss, bei diesem Ribonukleotid handele es sich um einen „antievolutionären Faktor“, der der Unveränderlichkeit der jeweiligen Spezies diene. Er wertete seine Ergebnisse als „eine neue Kritik am modernen molekular-genetischen Konzept der biologischen Evolution“ und als Bestätigung „des allgemeinen kreationistischen Konzepts“ der Entwicklung der verschiedenen Lebensformen.
Die in dieser Veröffentlichung vertretene These verschaffte Kusnezow einen eindrucksvollen Start in der kreationistischen Szene. Anfang 1990 traf er sich mit Mitarbeitern des „Institute of Creation Research“ (ICR) im kalifornischen Santee und vereinbarte eine Zusammenarbeit. In den folgenden Jahren schmückte sich die „Creation Science Foundation“ öffentlich mit dem von ihnen als „Top-Wissenschaftler“ und „wahren Weltklasse-Forscher“ bezeichneten Kusnezow, der erklärte, Anhänger der Evolutionstheorie würden Daten zur Stützung ihrer Theorie „subjektiv“ auswählen. Verschiedene kreationistische Organisationen finanzierten die von Kritikern als „Freizeit-Forschungen“ bezeichneten antievolutionären Untersuchungen des „kreationistischen Superstars“.
1990 wurde Kusnezow Präsident der „Moscow Creation Science Fellowship, Inc.“ Er reiste durch die Vereinigten Staaten, hielt Vorträge über biologische Beweise für den Kreationismus und veröffentlichte mehrere Arbeiten in kreationistischen Zeitschriften. Mit dem Kreationisten Lionel Dahmer sowie seinem Freund und Mitarbeiter Andrei A. Iwanow (engl. Ivanov) veröffentlichte er eine Untersuchung zur Altersbestimmung von Saurierknochen, die laut den Autoren ein Alter von zwanzig- bis dreißigtausend Jahren ergeben haben soll. Auch dieses dem allgemeinen Forschungsstand widersprechende Ergebnis stieß auf wohlwollende Aufnahme durch die Kreationisten.
1991 organisierte die „Creation Science Foundation“ für Kusnezow eine Vortragstournee durch Australien. 1992 und 1994 organisierte er internationale kreationistische Symposien in Moskau. 1992 veröffentlichte er in Moskau die Streitschrift „Was Ihr Lehrbuch verschwiegen hat. Wahrheit und Fiktion in der Theorie der Evolution“, 1993 einen Sammelband unter dem Titel „Die wissenschaftliche Stiftung für die Idee der Schöpfung“, der Aufsätze russischer Wissenschaftler mit antievolutionistischer Tendenz enthielt. Außerdem schrieb er in der Monatsschrift „The Protestant“ eine Kolumne unter dem Titel „Wissenschaft ohne Atheismus“.

## Vorwürfe wissenschaftlicher Fälschung
Kusnezows Wühlmaus-Artikel von 1989 blieb längere Zeit in Fachkreisen der Evolutionsbiologen unbeachtet. Dan Larhammer, Professor für Molekulare Zellbiologie an der Universität Uppsala, las den Artikel 1994 und fand schwerwiegende Fehler in Kusnezows Methodologie. Er bezeichnete dessen experimentellen Ansatz als „unsachgemäß“ und „obskur“, was bei der in Wissenschaftskreisen sonst üblichen vorsichtigen Ausdrucksweise bereits außergewöhnlich war. Kusnezows Experimente bewertete er als technisch mangelhaft sowie unzureichend dokumentiert und erklärte, die numerischen Ergebnisse würden „fabriziert“ wirken – ein klarer Fälschungsvorwurf. Die Schlussfolgerungen Kusnezows hätten deshalb keinerlei wissenschaftliche Basis. Larhammer prüfte auch die Schlüsselreferenzen des Artikels und stellte fest, dass zumindest 8 von ihnen falsch waren: Entweder gab es den Artikel nicht am angegebenen Ort und/oder der Autor sowie die Zeitschrift waren nicht existent. In einem Fall erklärte der angebliche Autor eines Artikels, er habe nie etwas zu einem solchen Thema veröffentlicht. Kusnezow wurde daraufhin sofort aus dem Beirat des „International Journal of Neuroscience“ entlassen.
Aufgeschreckt durch die Veröffentlichungen prüften kreationistische Wissenschaftler Larhammers Vorwürfe und fanden in zwei weiteren Aufsätzen von Kusnezow frei erfundene Belege. Darauf trennte sich auch die „Creation Research Society“ wegen „Fehlverhalten“ von ihm, wobei als zusätzlicher Grund „finanzielle Probleme“ mit Kusnezow angeführt wurden. Eine spätere Untersuchung des italienischen Skeptikers Gian Marco Rinaldi kam zum abschließenden Ergebnis, dass allein in den Einzelverweisen von Kusnezows Wühlmaus-Artikel mehr als 50 Hinweise auf Betrug auffindbar waren. Kusnezow äußerte sich nie zu den Vorwürfen, sondern beendete 1995 abrupt seine öffentliche Karriere als kreationistischer Biologe.

## Sindonologische Forschungen

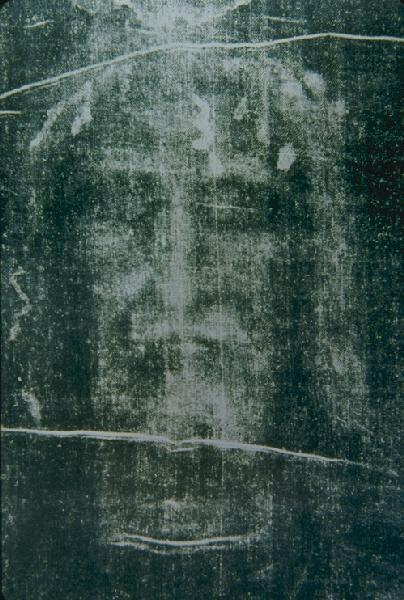
Fotonegativ des Turiner Grabtuches

Kusnezow hatte längst ein neues Betätigungsfeld gefunden, diesmal in der archäologischen Chemie, einem Teilgebiet der Archäometrie. Als Hauptforschungsobjekt wählte er das Grabtuch von Turin, eine Stoffbahn, die angeblich ein Abbild des Körpers Jesu Christi zeigt. Seine Arbeit als Sindonologe wurde ursprünglich von Guy Berthault angeregt, einem wohlhabenden französischen Kreationisten, der Kusnezow seit 1992 bei den meisten Projekten finanziell unterstützt hatte. Während der Skandal um seine gefälschten kreationistischen Forschungsergebnisse tobte, hatte er bereits ab 1994 neun Aufsätze über das Grabtuch in anerkannten chemischen und archäologischen Zeitschriften veröffentlicht. Sein Koautor war in allen Fällen sein alter Weggefährte Andrei Iwanow.
Hauptaussage seiner Veröffentlichungen war die Widerlegung der Ergebnisse einer Kohlenstoff-C14-Analyse des Grabtuchs aus dem Jahr 1988. Nach dieser Untersuchung stammte das Tuch aus dem Mittelalter und nicht aus der Zeit Jesu. Kusnezow behauptete in seinen Veröffentlichungen, er habe experimentell nachgewiesen, dass die Zusammensetzung der Karbonisotope in der Zellulose des Leinenstoffes durch verschiedene Faktoren verändert werden könnte. Der Stoff könne demnach entgegen den bisherigen Untersuchungen durchaus 2.000 Jahre alt sein. Von den Anhängern der Echtheit der Reliquie wurde er daraufhin als „eine Art Retter des Grabtuchs“ gefeiert. Vertreter des Radiocarbonlabors, die die 1988er Untersuchung durchgeführt hatten, wiesen Kusnezows Ergebnisse umgehend als falsch zurück. Seine Tests erwiesen sich als nicht reproduzierbar.
Im Jahr 1995 war Kusnezow Teilnehmer eines Kongresses der chemischen Archäologie in Kalifornien sowie einer Konferenz über die Datierung und die Erhaltung antiker Textilien an der University of North Carolina. Er gab entsprechende Seminare an der University of North Texas und hielt Vorträge in Yale. Anfang 1996 unternahm er eine Vortragstournee durch Italien. Im Lebenslauf Kusnezows werden ferner für 1995 bis 1997 Seminare an der Fakultät für Chemie der Sapienza in Rom, am Politechnikum in Turin, an der Universität Florenz sowie an der Universität von Al Ain in den Vereinigten Arabischen Emiraten aufgeführt. Dazu kommen zahlreiche Konferenzen in Italien.

## Erneute Fälschungsvorwürfe
Von Kusnezows archäometrischen Veröffentlichungen in seriösen Fachzeitschriften wurden neun im Jahr 1994 in einem Zeitraum von wenigen Monaten erstellt und zwischen 1994 und 1996 veröffentlicht. Alle Artikel behandeln experimentelle Arbeiten über chemische Veränderungen in Flachs-Zellstoff-Gewebe. Bereits eine erste Prüfung lässt erkennen, dass es sich dabei eigentlich nur um drei autonome Arbeiten handelt, deren Anzahl durch Klonung künstlich aufgebläht wurde. Gian Marco Rinaldi hat jeden dieser Artikel sorgfältig geprüft und veröffentlichte 2002 folgende Ergebnisse:
In einer Gruppe von Beiträgen berichtet Kusnezow über Vergleichsversuche mit insgesamt fünfzehn Proben antiker Textilien mehrerer Altersgruppen. Seinen Angaben nach stammen vierzehn dieser Proben aus verschiedenen russischen Museen. Laut Rinaldi existieren einige dieser Museen nicht, ebenso mehrere von Kusnezow angegebene Leihgeber. Andere Museen erklärten, Kusnezow keine Textilproben überlassen zu haben. Daher ist die tatsächliche Durchführung der beschriebenen Experimente nicht anzunehmen.
In zwei weiteren Artikeln werden Textilproben aus Moskau und Krasnodar untersucht und verglichen. Neben Kusnezow und seinen zwei Mitarbeitern werden in diesen Arbeiten zwei weitere Koautoren des „Krasnodar Center for Environmental Studies, University of Rostov-on-Don“ genannt. Odile Eisenstein von der Universität Montpellier, damals Chefredakteurin des „New Journal of Chemistry“, kam bei Nachforschungen zum Schluss, dass ein solches Forschungszentrum sowie die genannten Koautoren in Krasnodar nicht existiert haben.
In einigen Artikeln werden Messergebnisse einer Beschleuniger-Massenspektrometrie (AMS) an Kohlenstoff-Isotopen angeführt. Das für die Durchführung dieser Arbeiten genannte Labor in Protvino hat anscheinend nie existiert, die Namen der von Kusnezow in zwei Artikeln angeführten Wissenschaftler des Labors sind in der Fachwelt unbekannt, die geschilderten AMS-Messungen waren nach allgemeinem Kenntnisstand damals in Russland außerhalb militärischer Forschungseinrichtungen nicht möglich.
In einem der neun Artikel konnte Rinaldi inhaltlich keine Hinweise auf Betrug feststellen.
Im Jahr 2000 veröffentlichte Kusnezow einen zehnten letzten wissenschaftlichen Artikel zum Thema, in dem ausführlich über die Untersuchung irischer Fundstücke berichtet wurde. Die vier darin aufgeführten historischen Textilproben gibt es nicht. Die von Kusnezow angeführten Fundorte existieren nicht oder wurden zum damaligen Zeitpunkt noch nicht archäologisch untersucht. Die im Artikel angeführten Leihgeber, wissenschaftlichen Berater sowie die in den Acknowledgements aufgelisteten Personen sind ebenfalls nicht existent oder lassen sich nicht nachweisen. Auch einer der aufgeführten Schlüsselbelege, eine angebliche Veröffentlichung der Georgischen Akademie der Wissenschaften, ist dort ebenso wenig bekannt wie die angegebenen Autoren. Daraus ergibt sich, dass Kusnezow keine der aufgeführten Proben untersucht haben kann und die von ihm im Artikel angeführten Ergebnisse auf keiner realen Grundlage beruhen. Das National Museum of Ireland kam in einer unabhängigen Untersuchung zu denselben Schlussfolgerungen.
Kusnezow hat sich zu diesen Vorwürfen nie geäußert.
Bereits vorher waren unter den Sindonolgen Zweifel an Kusnezows Finanzgebaren und seiner wissenschaftlichen Redlichkeit aufgetaucht. Der Physikprofessor John P. Jackson warf Kusnezow im Herbst 1996 öffentlich vor, in einer Stellungnahme zum Grabtuch mehrere seiner Berechnungen so verwendet zu haben, dass der Eindruck entstand, die Arbeiten stammten von Kusnezow selbst. Und der Schriftsteller Ian Wilson, Autor eines Buchs über das Turiner Grabtuch, warnte bereits Ende 1996 vor finanziellen Machenschaften Kusnezows im Zusammenhang mit einer russischen Lizenzausgabe seines Buches. Aber niemandem in seinem neuen Forschungsfeld war aufgefallen, dass Kusnezow gleichzeitig in einem ganz anderen Wissenschaftsbereich als Fälscher verdächtigt wurde. Rückwirkend bemerkte der italienische Skeptiker Rinaldi dazu: „Wenn jemand bemerkt hätte, dass ein Dmitri Kusnezow für die Fälschung einer Arbeit mit Mäusen angeklagt war, wer hätte gedacht, dass es der gleiche Dmitri Kusnezow ist, der sich mit antiker Bettwäsche beschäftigt?“
Kusnezow zog sich abrupt im Winter 1997/98 aus der sindonologischen Forschung zurück. Von seinen Geldgebern wurden ihm die Mittel entzogen. Grund dafür war seine Verhaftung wegen Betrugs in den USA.

## Strafrechtliche Ermittlungen
Im Dezember 1997 war Kusnezow im Städtchen Danbury im US-Bundesstaat Connecticut unter dem Vorwurf des Diebstahls, der Scheckfälschung und des versuchten Scheckbetrugs festgenommen worden. Kusnezow hatte Schecks, die einem Ehepaar in Virginia gestohlen worden waren, auf sich selbst als Begünstigten ausgestellt und versucht, sie bei einer Bank auf ein von ihm dafür eröffnetes Konto einzuzahlen. Nach gleicher Methode waren Schecks aus demselben Diebstahl auch in New York und New Jersey zu Geld gemacht worden. Auch in diesen Fällen wurde Kusnezow der Täterschaft verdächtigt. Da Kusnezow die Kaution von 100.000 $ nicht aufbringen konnte, blieb er fünf Monate lang in Untersuchungshaft.
Im Mai 1998 wurde Kusnezow als Ersttäter mit einer Bewährungsfrist von sechs Monaten bedingt entlassen, unter der Auflage seine Opfer zu entschädigen und unentgeltlich 150 Stunden Unterricht an Colleges abzuleisten. Da er sich aber nicht an die gerichtlichen Auflagen hielt und auch nicht auf Aufforderung vor Gericht erschien, wurde er von der Polizei zur Fahndung ausgeschrieben. Kusnezow entzog sich seiner Festnahme durch Flucht nach Moskau.
Im Juni 2001 erklärte Kusnezow in einem Zeitungsartikel der „Moskowski Komsomolez“ (Московский Комсомолец), er sei zu Unrecht beschuldigt worden, könne aber wegen gesperrter Bankkonten seine Rehabilitierung nicht betreiben. Im Übrigen gab Kusnezow diese öffentliche Erklärung nur ab, um sich gegen Vorwürfe zu wehren, die gegen ihn im Zuge einer amerikanisch-russischen Geheimdienstaffäre erhoben wurden.

## Geheimdienstaffäre
Im Januar 2001 wurde in der russischen Stadt Woronesch der amerikanische Student John Tobin festgenommen und dabei bei ihm eine geringe Menge Marihuana gefunden. Dafür wurde er zu 37 Monaten Gefängnis verurteilt, die Strafe von einer höheren Instanz aber auf 12 Monate herabgesetzt. Noch vor Prozessbeginn erklärte der Sprecher des russischen Spionageabwehrdienstes FSB in Woronesch, Pawel Bolschunow, Tobin stehe unter dem Verdacht, nicht als Student, sondern im Auftrag eines amerikanischen Geheimdienstes zu Ausbildungszwecken nach Russland gekommen zu sein. Ende Juni 2001 kündigte das FSB die Präsentation eines Zeugen an, der Tobins Tätigkeit als FBI-Agent bezeugen könne. Bei dem Zeugen handelte es sich um Dmitri A. Kusnezow.
Kusnezow erklärte, er habe Tobin in einem Bericht des russischen Fernsehen gesehen und in ihm einen FBI-Agenten wiedererkannt, der ihn während seiner Inhaftierung in Connecticut 1998 im Gefängnis besucht habe und für eine Zusammenarbeit mit dem amerikanischen Geheimdienst werben wollte. Daraufhin arrangierte das FSB eine Gegenüberstellung Kusnezows mit dem Gefangenen. Später beschrieb Tobin diesen Besuch Kusnezows, der in Begleitung von zwei FSB-Agenten in seiner Zelle erschien, als „den dunkelsten Moment“ seiner Haftzeit.
Der Verdacht gegen Tobin konnte sich tatsächlich auf einige Indizien stützen: Tobin war von 1994 bis 1997 Schüler an militärischen Kadettenanstalten und hatte dort nicht nur Russisch gelernt, sondern auch einen Kurs über Befragungstechniken bei der Spionageabwehr besucht. Außerdem war er Reservist der „Army Intelligence Unit“. Er hatte einen Collegeabschluss im Fach „Internationale Beziehungen“ und im Jahr 2000 ein Promotionsstipendium der Fulbright-Kommission für eine Arbeit über „Russlands Übergang zur Demokratie“ erhalten. Tobin war in der Nähe von Kusnezows Inhaftierungsort zuhause, war 1998 allerdings Student am mehr als 200 Meilen entfernten Middlebury College in Vermont und erst 21 Jahre alt. Tobin wiederum warf den russischen Behörden vor, dass sie ihrerseits versucht hätten, ihn als Agenten anzuwerben.
Als sich nach seiner öffentlichen Erklärung die internationale Presse für Kusnezow zu interessieren begann, war er plötzlich „unauffindbar“. Daraufhin befragten Journalisten ehemalige Kollegen Kusnezows in Amerika über dessen Leumund. Unter anderen erklärte Sidney Weinstein, Professor an der Yeshiva University, Direktor des renommierten „International Journal of Neuroscience“ und früherer Förderer von Kusnezow, der Moscow Times gegenüber, Kusnezow sei von einem vielversprechenden Wissenschaftler zu einem „cleveren Betrüger“ geworden und bezeichnete ihn als einen „Lügner“, „Dieb“ und „Soziopathen“, der mehrfach die Regeln wissenschaftlicher Ethik verletzt habe. Weiter sagte Weinstein: „Ich habe ernsthafte Zweifel an dem, was Kusnezow zu einem Thema sagt.“ Ein weiterer Befragter, Ted Sarafian, Professor an der University of California in Los Angeles, erklärte, er habe bereits in den 1980er-Jahren in einem Fall den Verdacht gehabt, dass Kusnezow eine Passage aus einem seiner Aufsätze plagiiert habe.
Nach Verbüßung von 6 Monaten wurde Tobin wegen guter Führung vorzeitig entlassen und kehrte nach Amerika zurück.

## Verbleib seit 2002
Kusnezows andere Veröffentlichungen wurden nie auf ihre Beleglage geprüft und werden weiter zitiert. Ab 2002 gab es jahrelang keine eindeutig verifizierbaren Hinweise darauf, ob und wo Kusnezow weiter wissenschaftlich tätig war. Die unter dem Namen Dmitri A. bzw. D. A. Kuznetsov (Kouznetsov) bis 2009 auffindbaren Veröffentlichungen ließen sich ihm wegen der Häufigkeit der Namensteile und fehlender weiterer biografischer Daten nicht zweifelsfrei zuordnen. Es gibt allerdings einen jahrelang nicht im Licht der Öffentlichkeit stehenden Mitarbeiter des „N. N. Semenow Instituts für Chemische Physik“ (Институт химической физики им. Н. Н. Семёнова) der Russischen Akademie der Wissenschaften in Moskau, der auffällig häufig alte Arbeiten des hier behandelten Dmitri A. Kusnezow als Referenzen angibt. Seine englischen Veröffentlichungen zeichnete er mit DA Kuznetsov.
Neuere Veröffentlichungen bestätigen die Identität Kusnezows mit dem Mitarbeiter des „N. N. Semenow Instituts für Chemische Physik“, an dem er heute noch als „Senior Fellow“ tätig ist. Seit 2008 ist der mehrfach überführte Fälscher zudem Professor für medizinische Nanobiotechnologie an der Russischen Staatlichen Medizinischen Universität (RSMU). In neueren biografischen Darstellungen behauptet Kusnezow zusätzlich, er habe im Jahr 1988 den Staatspreis der UdSSR erhalten. In seinen Lebensläufen der 1990er-Jahre wird diese Verleihung von ihm nicht aufgeführt. Zeitgenössische Belege dafür sind bislang nicht nachweisbar.
Zur Verbreitung seiner neueren Arbeiten hat Kusnezow ab 2010 ein fragwürdiges Netzwerk von Online-Fachzeitschriften gegründet, bei denen er als Chefredakteur fungiert. Sie firmieren als European Journal of Medicinal Plants, International Research Journal of Pure and Applied Chemistry oder British Journal of Medicine and Medical Research. Die Titelgebung ist durchweg frei erfunden, denn die Periodika haben keinerlei Bezug zu irgendwelchen seriösen internationalen oder nationalen Fachorganisationen. Die wissenschaftliche Seriosität der Veröffentlichungen ist angeblich durch Peer-Review gewährleistet. Diese Behauptung ist äußerst fragwürdig, da zwischen Einreichung und Veröffentlichung der Arbeiten oft nur wenige Tage liegen. Bei den genannten Periodika ist deshalb eine dem Wissenschaftsstandard entsprechende Verifikation nicht gegeben.

## Arbeitsstätten und akademische Ämter
In den frühen 1990er-Jahren erklärte Kusnezow, er sei seit 1987/88 Leiter eines als Unternehmen betriebenen biochemischen Labors namens „Laserinvest“ in Moskau, einem Joint-Venture-Unternehmen zwischen Großbritannien, der Sowjetunion und Indien mit kosmologischer („cosmetological“) Ausrichtung. Außer von Kusnezow sind keine wissenschaftlichen Veröffentlichungen unter dem Namen dieses auch als „Medinvest“ aufgetretenen Labors bekannt. Eine tatsächliche Forschungstätigkeit dieser Einrichtung ist bislang nicht belegt.
An anderer Stelle findet sich der Hinweis, er sei gleichzeitig Mitglied einer „Comparative Biochemistry Group, Delfison Division Laboratories, Incorporated“ am „Zentralen Narkologischen Krankenhaus“ in Moskau. Die Existenz einer solchen Gruppe ist bisher nicht belegt, eine Firma Delfison bislang nicht nachweisbar. Der Direktor des Moskauer „Zentralen Narkologischen Krankenhaus“ erklärte später auf Anfrage, das Krankenhaus habe zwischen 1986 und 1990 als Teil eines Programms für die Behandlung von Alkoholismus eine „Methode Delfison“ angewandt. Kusnezow sei aber niemals Mitglied der Einrichtung gewesen.
1993 schließlich erklärte Kusnezow, er sei Direktor des „Laboratory of Physico-Chemical Research Methods“, welches zur „Anstalt für Hygiene und Epidemiologie“, seiner ehemaligen Moskauer Arbeitsstelle, gehören soll. Die Existenz einer solchen Einrichtung ist bisher nicht belegt. Ein „Laboratory of Physico-Chemical Methods of Research“ gehört zur Lomonossow-Universität, an der Kusnezow studiert hat. Darüber hinaus ist keine Verbindung erkennbar. Außer von Kusnezows Partner Andrei Iwanow sind bislang keine veröffentlichten Arbeiten unter diesem Namen nachweisbar.
Mitte der 1990er-Jahre traten an die Stelle dieser Einrichtung laut Aussage Kusnezows die „E.A. Sedow Biopolymer Research Laboratories“, auch kurz „SBR Laboratories, Inc.“ Laut Kusnezow soll es sich dabei um eine private Institution gehandelt haben, die zwischen 1992 und 1998 existierte. Außer den Artikeln unter Kusnezows Leitung sind keine Veröffentlichungen dieses Labors nachweisbar. Eine Firma „SBR Laboratories“ war nicht zu ermitteln, ihre Anschrift soll mit der damaligen Privatanschrift Kusnezows identisch gewesen sein. Bis heute befindet sich unter dieser Adresse die kreationistische „Moscow Creation Science Fellowship“, deren Präsident Kusnezow in den 1990er-Jahren war.
1994 wird Kusnezow als Adjunct Professor am „Institute of Creation Research (ICR)“ der umstrittenen Creation Research Society in San Diego genannt. Hinweise auf eine solche Tätigkeit sind von den Internetseiten der Organisation entfernt. Die Veröffentlichungen Kusnezows in Zeitschriften der Organisation sind weitestgehend nicht mehr online zugänglich.
In einem Interview mit der russischen Zeitung „Moskowski Komsomolez“ erklärte Kusnezow 2001, er sei 1997 als Professor für Biochemie an der Western Connecticut State University tätig gewesen. Dafür gibt es keinen Beleg.
Im Jahr 2000 veröffentlichte Kusnezow in der britischen Zeitschrift „Studies in Conservation“ den biografischen Hinweis, er sei Professor für Biochemie am „Nesterova College“ der Universität Moskau. Das „Nesterova College“ gehört aber nicht zur Moskauer Universität. Laut Eigendarstellung eine seit 1992 existierende private pädagogische Akademie, hat die Institution nie eine naturwissenschaftliche Abteilung besessen.
In einer Kurzvita von 2012 führt Kusnezow an, er sei von 1990 bis 1993 Visiting Professor an der University of Southern California in San Diego, von 1993 bis 1995 an der University of Colorado at Boulder und von 1995 bis 1998 in Yale New-Haven gewesen. Diese Angaben sind falsch bzw. stellen die tatsächlichen Kurzaufenthalte Kusnezows an diesen Einrichtungen verfälscht dar.
Auch gegenüber den Mitarbeitern von Kusnezow, Andrei A. Iwanow und Pawel R. Welezky (engl. Veletsky), sind Zweifel angebracht. Als Mitautoren zahlreicher Aufsätze sollte man bei ihnen von ausgebildeten Fachwissenschaftlern ausgehen. Von Iwanow heißt es in kreationistischen Texten ausdrücklich, er sei „Ph.D., B.S., M.S.“. Iwanow scheint zumindest als Person zu existieren. Dennoch lassen sich beide Personen bislang in keiner wissenschaftlichen Institution vor oder nach ihrer Tätigkeit für Kusnezow als Mitarbeiter nachweisen. Die Identität Iwanows mit dem gleichnamigen Mitarbeiter des Moskauer Vernadsky Institute of Geochemistry and Analytical Chemistry ist möglich, aber aufgrund der häufigen Namensteile und fehlender biografischer Daten nicht gesichert. Auch gibt es zumindest für Welezky bislang keine ihm zuortbaren wissenschaftlichen Veröffentlichungen ohne Kusnezow. Da im 20. Jahrhundert Forschungseinrichtungen mit ihren gesamten Mitarbeitern nicht spurlos verschwinden, ist bis zur Vorlage von verifizierbaren Belegen von der – zumindest wissenschaftlichen – Nichtexistenz dieser Personen auszugehen.